# Dale (Gueldre)
Pour les articles homonymes, voir Dale.
Dale est une localité des Pays-Bas située dans la commune néerlandaise d’Aalten, dans la province de Gueldre.